# تیشه (فیلم)
تیشه (انگلیسی: Hatchet) فیلمی آمریکایی در سبک اسلشر و کمدی ترسناک به کارگردانی آدام گرین است که در سال ۲۰۰۶ منتشر شد.

## بازیگران
- ژول دیوید مور
- مرسدس مک‌ناب
- جوئل مورای
- ریچارد ریلی
- رابرت انگلوند
- جاشوآ لنرد
- تامارا فلدمن
- تونی تاد
- جان کارل بوشلر